# 27 mars 1947
Le jeudi 27 mars 1947 est le 86e jour de l'année 1947.

## Naissances
- Aad de Mos, entraîneur néerlandais de football
- Alexandre Papilian, écrivain et journaliste français
- Art Hampson, joueur de hockey sur glace canadien
- Brian Jones, aéronaute britannique
- Chick Vennera, acteur américain
- John Mayhew (mort le 26 mars 2009), batteur britannique
- Marc-Yvan Côté, homme politique québécois
- Ishiuchi Miyako, artiste photographe japonaise
- Oliver Ford, athlète américain
- Oliver Friggieri, poète, romancier, nouvelliste et critique littéraire maltais
- Tahar Hammami (mort le 2 mai 2009), poète et chercheur universitaire tunisien
- Walt Mossberg, journaliste américain
- Xavier Dugoin, personnalité politique française

## Décès
- Edith Craig (née le 9 décembre 1869), directrice de théâtre, productrice, créatrice de costumes et militante pour le Women's Suffrage Movement en Angleterre
- Eugène Lapointe (né le 21 avril 1860), prêtre catholique québécois
- Hendrik van Gent (né le 1er janvier 1900), astronome néerlandais
- Hisakazu Tanaka (né le 16 mars 1889), général de l'armée impériale japonaise
- Sydney Howard Smith (né le 3 février 1872), joueur de tennis britannique

## Événements
- L’Italie adhère au FMI[1].